# Havregöl
Havregöl är en sjö i Hultsfreds kommun i Småland och ingår i Emåns huvudavrinningsområde. Sjöns area är 0,012 kvadratkilometer och den är belägen 115 meter över havet.